# Faveraye-Mâchelles
Faveraye-Mâchelles ist eine Ortschaft und eine Commune déléguée in der französischen Gemeinde Bellevigne-en-Layon mit 688 Einwohnern (Stand 1. Januar 2022) im Département Maine-et-Loire in der Region Pays de la Loire. Die Landschaft um Faveraye-Mâchelles wird Mauges, die Einwohner Mâchellois genannt.
Am 1. Januar 2016 wurden die Gemeinden Faveraye-Mâchelles, Champ-sur-Layon, Faye-d’Anjou, Rablay-sur-Layon und Thouarcé zu einer Commune nouvelle mit dem Namen Bellevigne-en-Layon zusammengelegt. 

## Geografie
Faveraye-Mâchelles liegt etwa 35 Kilometer südlich von Angers.

## Sehenswürdigkeiten
- Kirche Faveraye, heutiger Kirchbau aus dem 12. Jahrhundert
- Kirche Mâchelles
- Burg L’Assay aus dem 13. Jahrhundert
- Waschhaus

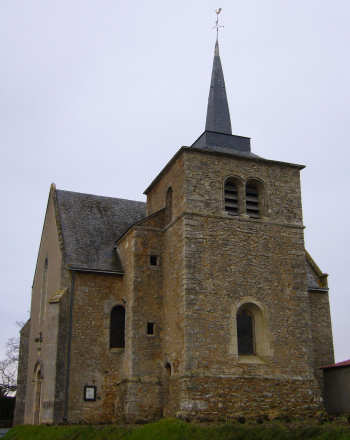
Kirche Faveraye
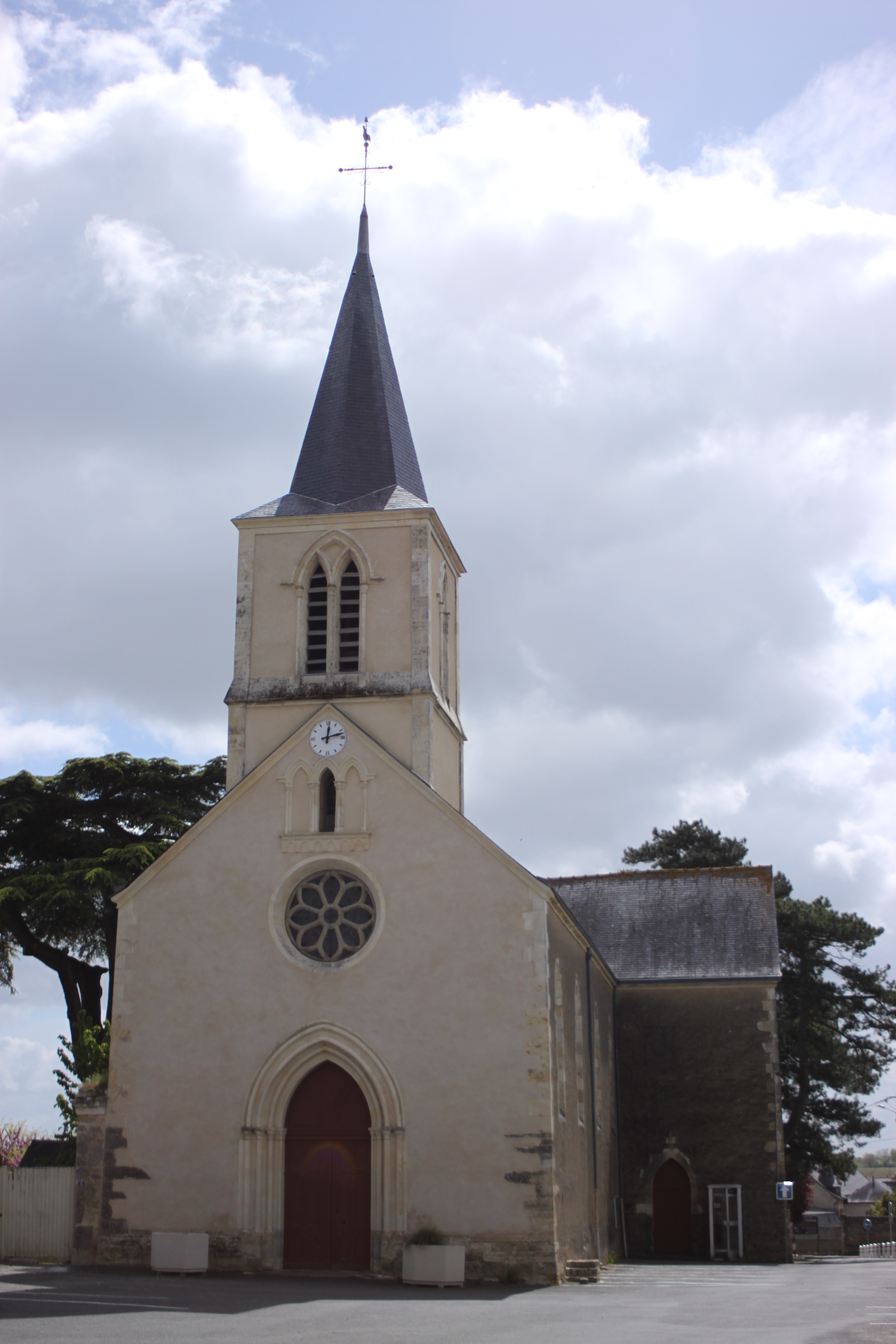
Kirche Mâchelles